# فانوس دریایی (رمان)
فانوس دریایی (به انگلیسی: The Lighthouse رمانی نوشته آلیسون مور رمان‌نویس بریتانیایی است.
این رمان در ۲۰۱۳ جایزه برترین رمان بنیاد ادبی مک کیتریک را از آنِ خود کرد.

## خلاصه داستان
فانوس دریایی، نخستین رمان مور، روایتگر تمام عیار تنهایی در قاب دو انسان است.
در دنیای ادبیات معمولاً اولین‌ها مورد توجه قرار نمی‌گیرند اما فانوس دریایی در سال انتشارش به لیست نهایی منتخبان بوکر ۲۰۱۲ راه یافت.
شخصیت محوری داستان را مردی میانسال تشکیل می‌دهد که با جدا شدن از همسرش اکنون راهی سفری به آلمان برای تغییر روحیه است.
داستان بر عرشه کشتی‌ای که آب‌های دریای شمال را می‌پیماید آغاز می‌شود و با پیاده‌روی در امتداد رودخانه راین ادامه می‌یابد.
در سیر داستان با زنی آشنا می‌شویم که روایتی بسیار شبیه به مرد داستان دارد.
مواجهه این دو شخصیت به همراه روایتی موازی از درد مشترک بشر امروز این کتاب را به یکی از برترین‌ها در زمینه خود بدل کرده‌است. کشمکش مداوم، تلخی خاطرات و دغدغه‌های آینده شخصیت‌های داستان، مکمل تنهایی در این داستان است.
خط به خط داستان تصویرگر شاهکارهای بزرگی چون از خودبیگانگی بیگانه کامو یا تنهایی بی‌حساب تنهایی پرهیاهو هرابال است.

## ترجمه فارسی
کتاب فانوس دریایی با ترجمه ابراهیم فتوت، توسط انتشارات انتشارات کوله پشتی در ایران به چاپ رسیده است.